# Ondrejcsik Kálmán
Ondrejcsik Kálmán (Bukarest, 1934. július 29. – Kaost, 1994. június 28.) erdélyi magyar filmtechnikus, operatőr, rendező.

## Életútja
Aradon végzett középiskolát, főiskolai tanulmányait a leningrádi Filmtechnikai Intézetben fejezte be (1957). Hazatérve a Román Filmvállalat munkatársa, s mint kutatómérnök 1973-tól a Filmtechnikai Kutatólaboratórium vezetője Bukarestben. Kaleidoszkóp című kisfilmjeivel, amelyek a Miracolor-eljárást mutatták be, elnyerte az 1970-es párizsi UNIATEC-kongresszus egyik fődíját. Szakcikkei olasz, szovjet, csehszlovákiai, angol és francia szakfolyóiratokban jelentek meg. Magyarul a TETT közölte tanulmányait, így az autóiparban forradalmi megújulást ígérő, hidrogénnel működő robbanómotorról (1977/4), az olimpiai városok vendéglátási struktúrájáról (1978/2) és A tárgyak társadalma címmel az élő és az ember alkotta mesterséges világ viszonyulásairól (1980/4). 1987-ben kivándorolt Németországba.
Kötete: Aplicații ale fotografiei în știință și tehnică (társszerzők Iosif Goldhaar és Alexandru Perculescu. 1970).

## Lásd még
- Kémiai szakirodalom Erdélyben